# Cá cam Nhật Bản
Cá cam Nhật Bản hay còn gọi là Amberjack, Yellowtail Kampachi, Hamachi hoặc buri (鰤) (danh pháp khoa học: Seriola quinqueradiata) là một loài cá biển trong họ Cá khế, phân bố có phạm vi phân bố trong tự nhiên từ miền đông bán đảo Triều Tiên, Nhật Bản đến quần đảo Hawaii, chủ yếu ở Nhật Bản, có cả ở quần đảo Hawaii và Baja California. Cá Hamachi được biết đến với nhiều tên gọi khác nhau như Amberjack, Yellowtail Hamachi, Buri, cá đuôi vàng nhưng phổ biến nhất vẫn là cái tên cá Hamachi.

## Đặc điểm
Cá cam là giống cá sống trong vùng nước ôn hòa quanh khu vực biển ở Nhật Bản. Loại cá này ăn những loài cá và trùng nhỏ nơi đại dương, chúng săn bắt, kiếm ăn suốt cả mùa hè để dành dụm chất dinh dưỡng cho mùa đông dài. Cá trông bề ngoài óng ánh và chắc nịch. Hương vị cá rất đặc biệt, tươi mỡ màng với từng thớ thịt săn với lớp mỡ ngậy li ti xen kẽ. Cá có vị ngon và nguồn dinh dưỡng nhiều. Ngoài lượng protein dồi dào, cá Cam Nhật Bản còn chứa nhiều vitamin A, vitamin nhóm B, beta-caroten và nhiều nhóm chất dinh dưỡng khác. Cá Hamachi không chỉ có vị ngon mà còn chứa nhiều nguồn dinh dưỡng. Trong cá chứa lượng protein dồi dào, nhiều vitamin A, vitamin B, chất beta-caroten và nhiều chất dinh dưỡng khác

## Khai thác
Hầu hết cá cam được nuôi chủ yếu tại Nhật Bản (nơi ngành này bắt đầu từ khoảng 50 năm trước đây) và ở Úc. Cá cam thường được nuôi lồng ở một số gần đất liền và một số ở ngoài biển. Một số bể nuôi thử nghiệm trên đất liền cũng đang được triển khai với cả hai loài cá. nhiều nơi trên đất nước Nhật Bản đã tiến hành việc nuôi thử nghiệm cá Hamachi trong môi trường biển gần đất liền. Cá cam đang ngày càng được ưa chuộng để làm món sushi. Người ta gọi sashimi cá cam (hay Kampachi Sashimi) là món ăn của mùa thu. Để giữ vị ngon, đầu bếp Nhật Bản chỉ chế biến theo hai cách hoặc món sashimi cá sống hoặc món nigiri sushi. Món Hamachi sashimi thơm ngon đang được nhiều người tại Nhật Bản và nhiều nơi trên thế giới ưa chuộng bởi độ thơm ngọt kết với vị béo vốn có từ thịt cá. Bên cạnh thưởng thức các món Sashimi đậm chất tươi ngon và bổ dưỡng, nhiều các cách chê biến khác nhau, điển hình phải kể đến món đầu cá nướng bổ dưỡng. Cá Hamachi có một phần ửng đỏ, còn lại là thịt trắng bóng, nhìn chung là loại khá đắt tiền. 

## Hình ảnh

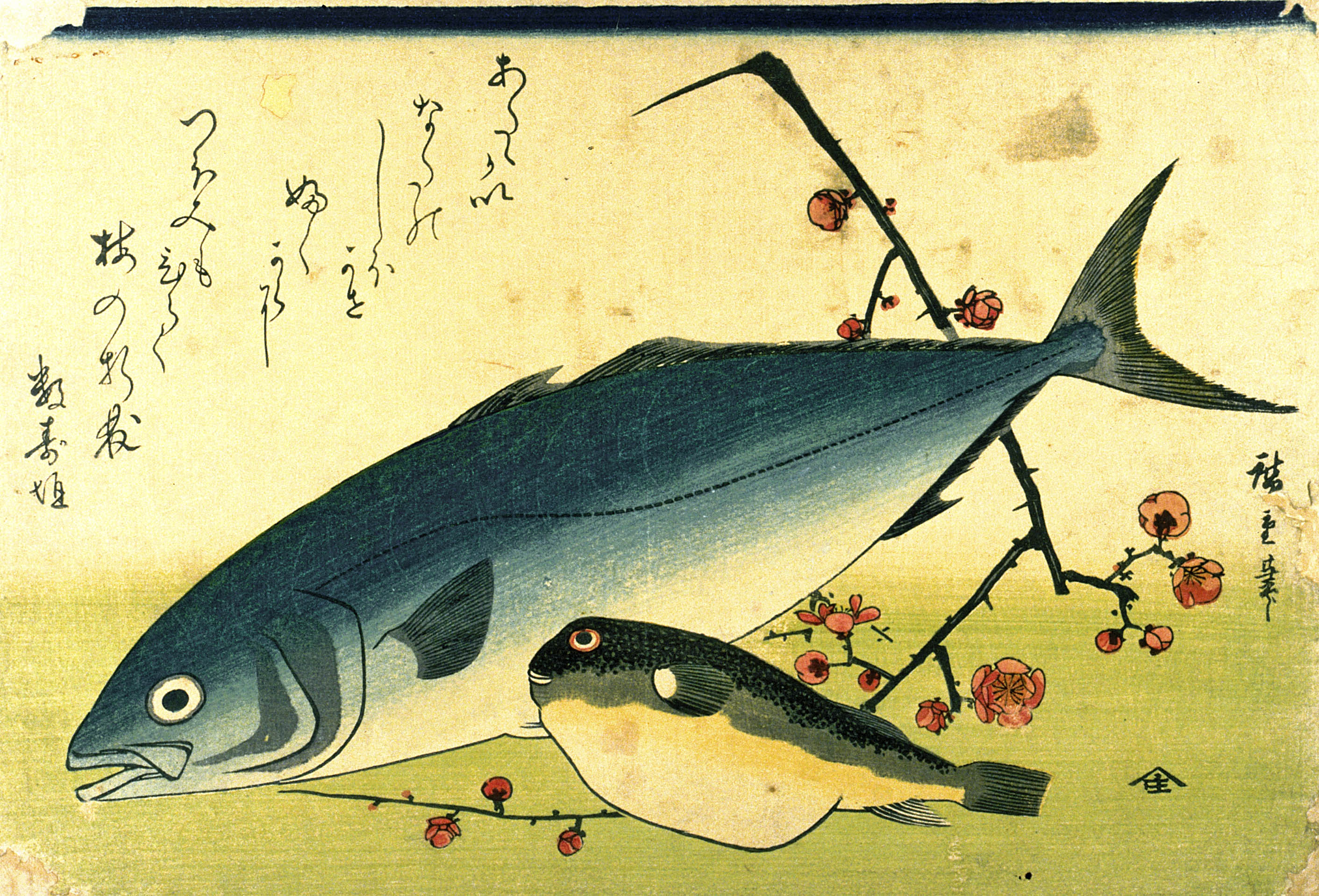
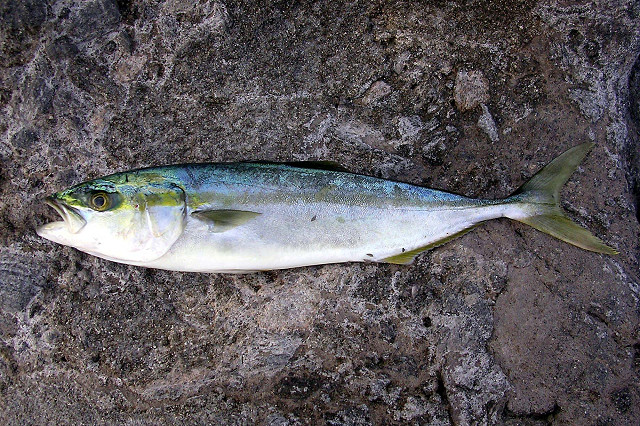
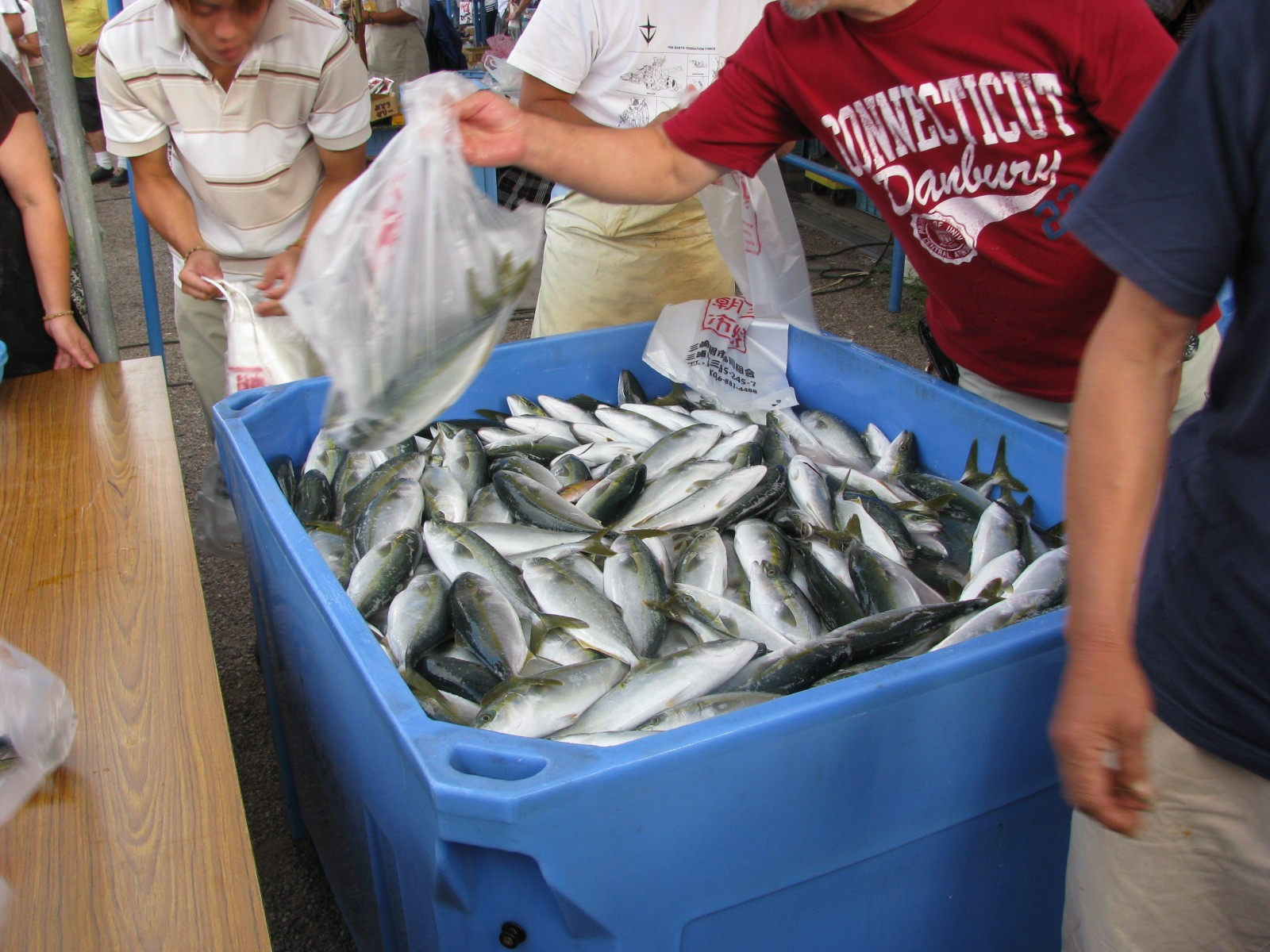